# Iaraimakhi
Iaraimakhi (en rus: Яраймахи) és un poble de la república del Daguestan, a Rússia. Segons el cens del 2010 tenia 149 habitants.